# Peret (énekes)
Pedro Pubill Calaf, művésznevén Peret (Mataró, 1935. március 24. – Barcelona, 2014. augusztus 27.) cigány nemzetiségű spanyol énekes, gitáros, dalszerző.

## Pályafutása
1971-es Borriquito című kislemezéről ismert, a dal Hollandiában és Németországban a slágerlista első helyén szerepelt. Canta y sé feliz című dalával Spanyolországot képviselte az 1974-es Eurovíziós Dalfesztiválon. A dal 10 pontot szerzett, ezzel a 9. helyezést érte el a tizenhét fős mezőnyben.
Peret 2014. augusztus 27-én hunyt el tüdőrákban, egy barcelonai kórházban.

## Diszkográfia

### Stúdióalbumok
- 1967: Peret (Discophon)
- 1968: Rumba pa'ti (Discophon)
- 1968: Una lágrima (Vergara)
- 1969: Lamento gitano (Discophon)
- 1969: Gipsy Rhumbas (Discophon)
- 1970: Canta para el cine (Vergara)
- 1971: Borriquito (Ariola)
- 1972: Una lágrima (Ariola)
- 1973: Mi santa (Ariola)
- 1974: Lo mejor de Peret (Ariola)
- 1974: Peret y sus gitanos (EMI)
- 1974: Canta y sé feliz (Ariola)
- 1978: Saboreando (Ariola)
- 1978: Lágrimas negras (Ariola)
- 1978: El joven Peret (CBS)
- 1980: El jilguero (Belter)
- 1981: De cap a la palla (Belter)
- 1988: De coco a la paja (Belter)
- 1991: No se pué aguantar (PDI)*
- 1992: Gitana hechicera (PDI)*
- 1992: Rumbas de la clausura (PDI)*
- 1993: Cómo me gusta (PDI)*
- 1995: Que disparen flores (PDI)*
- 1996: Jesús de Nazareth (PDI)*
- 2000: Rey de la Rumba (Virgin)
- 2007: Que levante el dedo (K Industria Cultural)
- 2009: De los cobardes nunca se ha escrito nada (Universal Music)
- 2014: Des del Respecte / Desde el Respeto (Satélite K)

*a csillaggal jelölt nagylemezeket 2008-ban a Picap kiadó újra kiadta

### Válogatásalbumok
- 1979: El cancionero nº 1 (Belter)
- 1982: El forat (Impacto) (Cassette release – Side A in Catalan, side B tracks from De cap a la palla and De coco a la paja)
- 1989: Rumbas de oro (Divucsa)
- 1990: Peret es la rumba (Ariola)
- 1994: La vida por delante (Sony/BMG)
- 1996: Siempre Peret (PDI)
- 1998: Sus grabaciones en Discophon (Rama Lama/Blanco y Negro)
- 2000: Don Toribio Carambola (Arcade)
- 2000: Chica Vaivén (Sony/BMG)
- 2000: Número 1 en rumba (PDI)
- 2001: La salsa de la rumba (Sony/BMG)
- 2004: Singles Collection (Divucsa)
- 2006: Mano a mano (Divucsa)
- 2008: Sus 20 grandes éxitos (O.K.)

### Kislemezek
- 1971: "Borriquito"
- 1971: "Voy voy"
- 1972: "Ni fu ni fa"
- 1973: "El mosquito"
- 1974: "Canta y sé feliz"
- 1988: "Borriquito" (Mix)

## Filmográfia
- 1969: Amor a todo gas
- 1970: El meson del gitano
- 1971: A mi las mujeres ni fu ni fa
- 1973: Que cosas tiene el amor
- 1974: Si fulano fuese mengano

### Mellékszereplőként
- 1963: Los Tarantos
- 1967: Las cuatro bodas de Marisol
- 1968: El taxi de los conflictos
- 1968: Un dia despues de agosto
- 1969: Alma gitana
- 2001: Marujas asesinas
- 2008: Lazos rotos